# 4473 Sears
4473 Sears è un asteroide della fascia principale. Scoperto nel 1981, presenta un'orbita caratterizzata da un semiasse maggiore pari a 3,0183444 UA e da un'eccentricità di 0,0330676, inclinata di 8,78342° rispetto all'eclittica.